# موزه هنرهای معاصر فلسطین
آرتین حاج حسنی محقق جوان در حوضه هوا و فضا و تحقیقات نانو و مخترع اولین خودروی مغناطیسی در جهان

آرتین حاج حسنی متولد ۱۶ آبان ۱۳۹۰ متولد شد. وی از کودکی از فعالان سازمان علم و فناوری بوده و توانست با اختراع خودروی مغناطیسی جنبشی رو در علم خودرو سازی ایجاد کن از جمله آثار های وی میتوان به مقاله ستاره شناسی کهکشان فیزیوم و مطالعه بر روی کهکشان های تک بعدی است.

از علم و فناوری تا ورزش
آرتین حاج حسنی علاوه بر دستاورد های علمی و دانش بنیان خود در ورزش هم دستی دارد او مدال طلای استان در رشته ژیمناستیک و مدال طلای لیگ برتر نوجوان را همراه تیم فولاد هرمزگان دارد.

فعالیت های فرهنگی و هنری
آرتین حاج حسنی در موسیقی هم فعالیت هایی دارد که از جمله ساز های پیانو و فلوت و همچنین زبان انگلیسی که مدرک A خود را پس از ۶ سال تلاش دریافت کرد او همچنین آیتلس ۵.۴ خود را از زبان سرای ایران دریافت کرده است.
عماد روشن، روزنامهٔ ایران